# 마에와타리촌
마에와타리촌(前渡村)은 이바라키현 나카군에 일찍이 존재했던 촌이다. 현재의 히타치나카시 동부에 해당한다.

## 역사
- 1889년 4월 1일 - 정촌제 시행에 의해 나카군 마에와타리촌이 성립하였다.
- 1954년 3월 30일 - 마에하마는 나카미나토정에 편입, 잔부는 가쓰타시에 편입되어 소멸하였다.

## 인구
| 1891년 | 3,505 |
| 1920년 | 4,847 |
| 1935년 | 5,489 |
| 1950년 | 7,025 |

## 교통

### 철도
- 이바라키 교통 (→히타치나카 해변철도)
  - 미나토선

## 참고문헌
- 角川日本地名大辞典編纂委員会『角川日本地名大辞典 8 茨城県』、角川書店、1983年 ISBN 4040010809